# Die Ärzte Früher!
Die Ärzte Früher! Der Ausverkauf geht weiter! es el noveno álbum de la banda alemana de punk rock Die Ärzte. Es una recopilación de material anterior, sacado a la venta después de que la banda se disolviera por primera vez.

## Canciones
1. Teenager Liebe (echt) [Amor adolescente (auténtico)] (Urlaub/Urlaub) - 2:58
2. Anneliese Schmidt (Urlaub/Urlaub) - 3:11
3. Der lustige Astronaut [El divertido astronauta] (Urlaub/Urlaub) - 2:29
4. Die Einsamkeit des Würstchens [La soledad de la salchicha] (Felsenheimer/Urlaub) - 1:32
5. Ekelpack [Paquete de disgusto] (Urlaub, Felsenheimer/Urlaub, Felsenheimer) - 2:04
6. Grace Kelly (Urlaub/Urlaub) - 2:19
7. Kopfhaut [Piel de la cabeza] (Felsenheimer, Runge, Urlaub/Urlaub) - 2:48
8. Mein kleiner Liebling [Mi pequeña querida] (Felsenheimer/Felsenheimer, Runge) - 2:26
9. Sommer, Palmen, Sonnenschein [Verano, palmeras, sol] (Urlaub/Urlaub) - 2:50
10. Teddybär [Oso Teddy] (Felsenheimer/Felsenheimer) - 2:47
11. Tittenmaus [Tetas de ratón] (Felsenheimer/Felsenheimer) - 5:05
12. Vollmilch [Leche entera] (Urlaub/Urlaub) - 1:54
13. Wilde Mädchen [Chicas salvajes] (Urlaub/Urlaub) - 1:20
14. Zitroneneis [Nieve de limón] (Urlaub/Urlaub) - 2:16
15. Zum Bäcker [Al horno] (Urlaub/Urlaub) - 2:08
16. Teenager Liebe (unecht) [Amor adolescente (falso)] (Urlaub/Urlaub) - 3:18

## Sencillos
1989: Teenager Liebe (unecht) Gute Nacht
- Datos: Q1219983